# Jacques Rémy (hockeyer)
Jacques (Jacky) Rémy (Elsene, 5 februari 1936) is een Belgisch voormalig hockeyer.

## Levensloop
Rémy was actief bij Royal Orée.
Daarnaast maakte hij deel uit van het Belgisch hockeyteam. Met de nationale ploeg nam hij onder meer deel aan de Olympische Zomerspelen van 1960 en 1964. Ook maakte hij deel uit van de nationale equipe die in 1959 werd bekroond met de 'Nationale trofee voor sportverdienste'.